# Anisocentropus longulus
Anisocentropus longulus är en nattsländeart som beskrevs av Navás 1933. Anisocentropus longulus ingår i släktet Anisocentropus och familjen Calamoceratidae. Inga underarter finns listade i Catalogue of Life.